# 장크트갈렌 수도원
성갈 수도원(Abbey of Saint Gall) 또는 장크트갈렌 수도원(독일어: Abtei St. Gallen, 생갈 수도원)은 스위스의 장크트갈렌 시에 있는 가톨릭 종교 단지에 있는 해산된 수도원(747–1805)이다. 카롤링거 시대 수도원은 719년부터 존재해 왔으며, 9세기와 13세기 사이에 독립 공국이 되었으며, 수세기동안 유럽의 주요 베네딕토회 수도원 중 하나였다. 그것은 성 갈이 그의 암자를 세웠던 자리에 성 오트마르에 의해 설립되었다. 수도원의 도서관 세계에서 가장 오래된 수도원 도서관 중 하나이다. 장크트갈렌 시는 수도원의 인접 정착지에서 시작되었다. 1800년경 수도원이 세속화됨에 따라 이전 수도원 교회는 1848년 대성당이 되었다. 1983년부터 수도원 구역은 유네스코 세계문화유산으로 지정되었다.

## 역사

### 설립
612년경, 갈루스는 아일랜드 수도사의 전통에 따라 제자이자, 성 콜룸바누스의 동반자가 수도원이 될 장소에 암자를 세웠다. 그는 646년 사망할 때까지 그의 암자에서 살았으며, 그곳 아르본에 묻혔다. 그 후 사람들은 그를 성인으로 추앙했고 그의 무덤에서 위험한 시기에 그의 중재를 위해 기도했다.
갈루스가 사망한 후 샤를 마르텔은 오트마르를 성 갈의 유물 관리인으로 임명했다. 719 720, 747, 및 8세기 중반을 포함하여 수도원 설립에 대한 여러 다른 날짜가 제공된다. 8세기에 피피누스 3세 브레비스의 통치기간 동안 오트마르는 예술, 문학과 과학이 번성했던 카롤링거 스타일의 성 갈 수도원을 설립했다. 수도원은 빠르게 성장했고, 많은 알레만 귀족들이 수도사가 되었다. 대수도원장 오트마르의 통치가 끝날 때 Professbuch는 53명의 이름을 언급한다. 마그누스 폰 퓌센의 성 갈 수도원의 두 수도사 그리고 테오도르는 알고이의 켐프텐과 퓌센에 수도원을 설립했다. 수도사의 수가 증가함에 따라 수도원은 경제적으로도 강력해졌다. 투르가우, 취리히가우 및 나머지 알레만니아에서 내카르까지의 많은 땅이 기부로 인해 수도원으로 옮겨졌다. 라이헤나우의 발도 대수도원장 (740–814) 밑에서 필사본의 복사가 착수되었고, 유명한 도서관이 모였다. 수많은 앵글로색슨족과 아일랜드 수도사들이 사본을 복사하러 왔다. 샤를마뉴의 요청으로 교황 아드리안 1세 그레고리오 성가의 사용을 전파한 로마에서 저명한 성가를 보냈다. 744년, 알레만 왕조의 귀족 베아타는 로마로의 여행을 위한 자금을 마련하기 위해 여러 재산을 수도원에 팔았다.

## 같이 보기
- 카롤루스 왕조
- 카롤루스 제국
- 카롤링거 르네상스